# Maria Teresa Parpagliolo
Maria Teresa Parpagliolo (Roma, 1903 – Roma, 1974) è stata un architetto del paesaggio italiana.

## Biografia
Figlia di Bianca Manara e Luigi Parpagliolo, si forma come autodidatta sull'architettura del paesaggio e del giardino dall'ottobre 1931 all'aprile 1932 presso lo studio dell'architetto paesaggista inglese Percy Stephen Cane (1872-1953). Dirige, dal 1940 al 1942, l’Ufficio Parchi e Giardini del Comune di Roma. Nell'immediato dopoguerra, nel 1946, sposa il militare inglese Ronald Shephard e comincia ad alternare lavori e incarichi di prestigio tra l'Inghilterra e l'Italia. Viene ammessa nel British Institute of Landscape Architects e partecipa al Festival of Britain nel 1951 È indicata nell’Oxford Companion to Gardens come “uno degli architetti paesaggisti più rilevanti
del ventesimo secolo”.

## Progetti

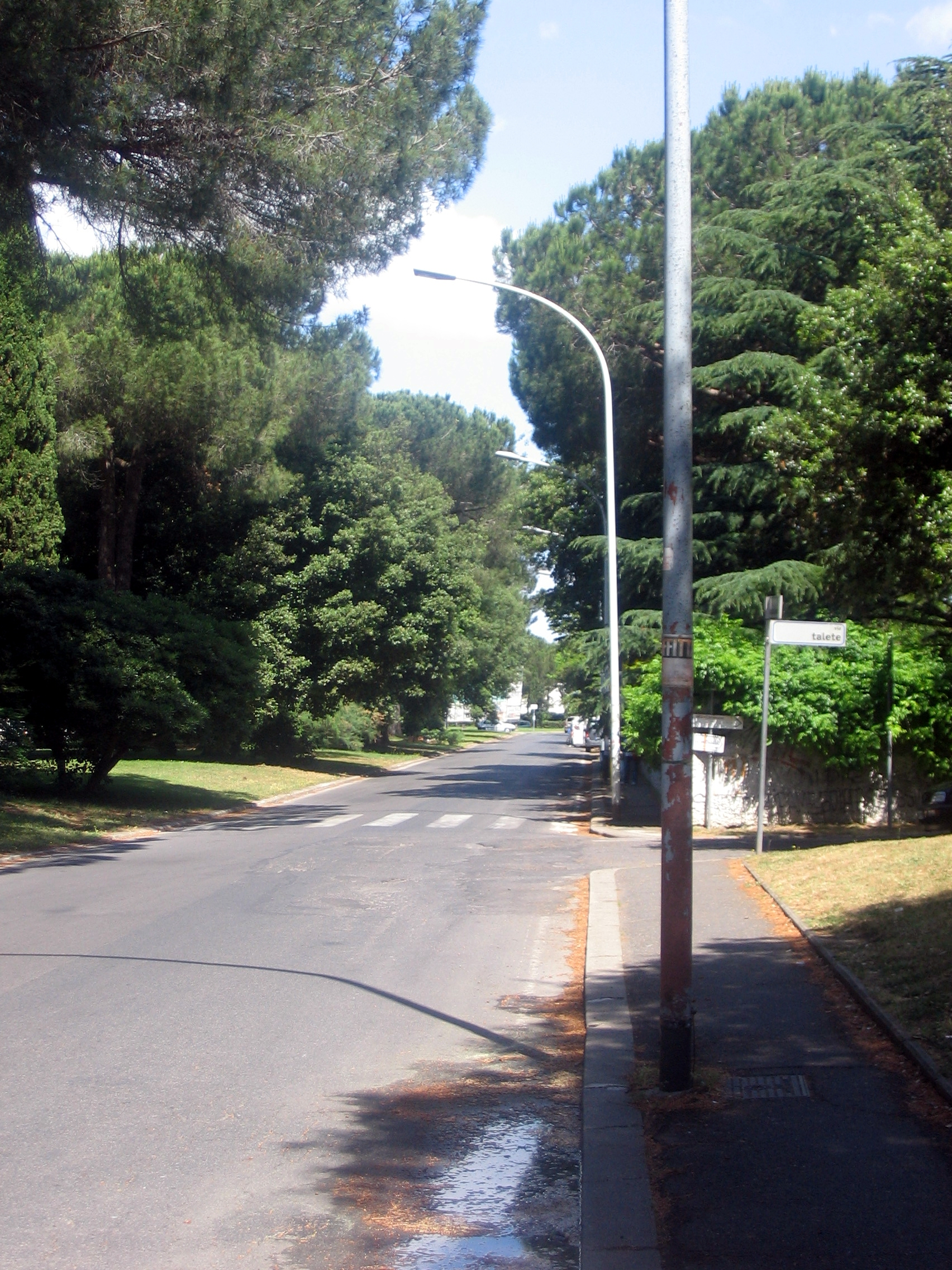
Viale di Casal Palocco

I suoi primi lavori sono progettazioni per spazi verdi destinati a case private. Si dedica anche alla stesura di articoli sulla progettazione dei giardini e tiene per Domus, tra il 1930 e il 1938, una rubrica fissa dal titolo Giardino fiorito.
Nel 1939 collabora con gli architetti Raffaele De Vico e Pietro Porcinai all'organizzazione dell'intero sistema di parchi e giardini della nuova zona di Roma (EUR) destinata ad ospitare l'Esposizione Universale del 1942. La progettazione delle aree verdi dell'EUR voleva essere, cosa inusuale ancora oggi in Italia, di ampio respiro, non solo vista come completamento della parte urbanistica e architettonica.

## Incarichi

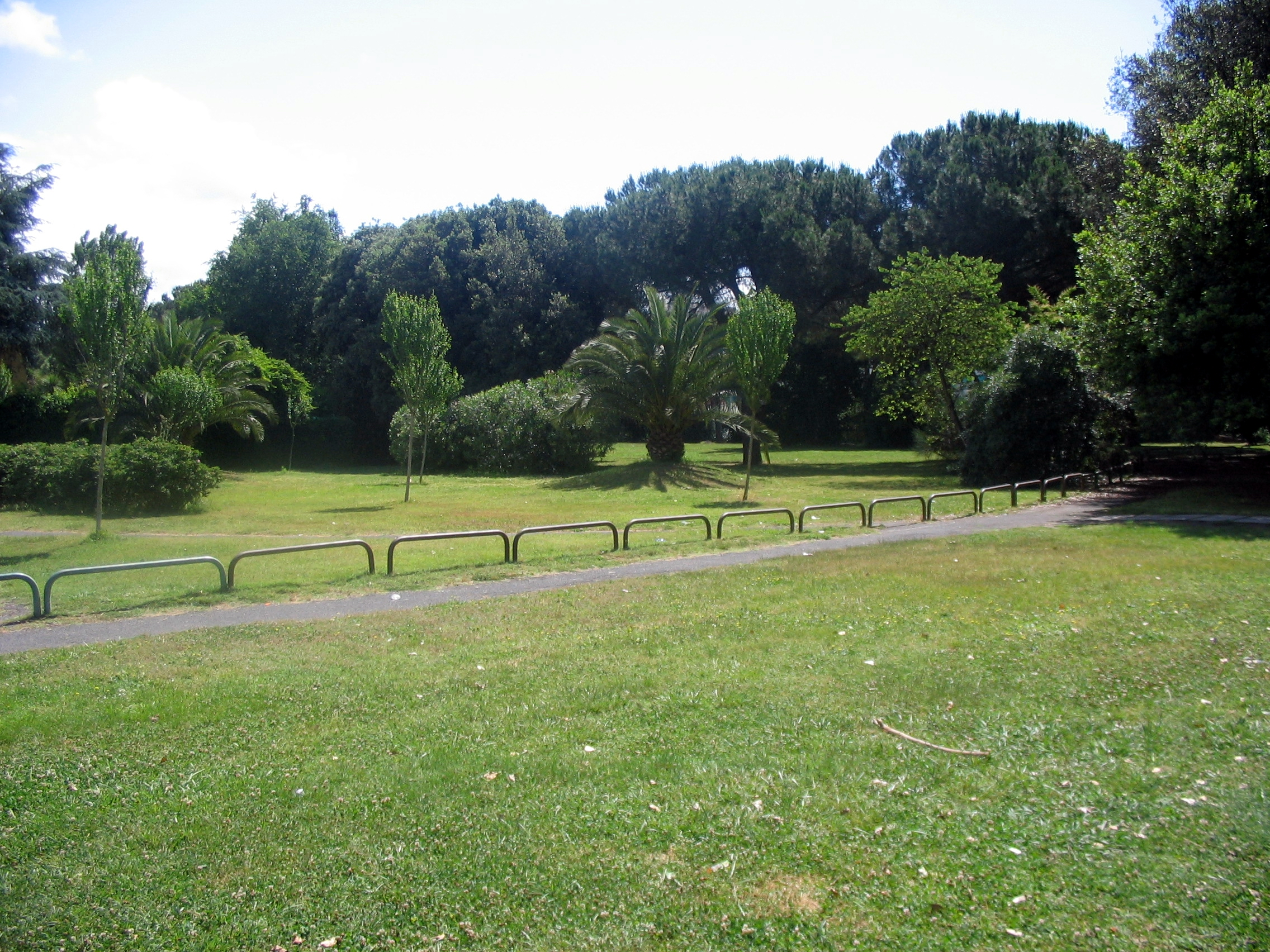
Giardini di Casal Palocco

- 1930-32 Giardini pubblici alla Triennale di Monza e a Littoria
- 1939 Progetto per la Mostra del giardino italiano all'E42 (con l'arch. Giuseppe Meccoli)
- 1940-1942 dirige l'Ufficio Parchi e Giardini del Comune di Roma
- 1945-46 Cimitero militare francese di Monte Mario a Roma (con l'arch. Elena Luzzatto)
- 1946 The Dune Gardens a Mablethorpe and a Sutton-on-sea (con l'arch. Sylvia Crowe)
- 1949-51 Giardino del Regatta Restaurant e del padiglione della storia umana al Festival of Britain
- 1952-70 Spazi verdi e giardini nelle zone residenziali romane di Vigna Clara, Due Pini, Villa Lontana, Valle Aurelia, Via Nomentana, Balduina, Horti Flaviani, Prato della Signora, Olgiata, Casal Palocco
- 1963 Progetta il parco dell'Albergo Cavalieri Hilton
- 1968 L'atrio e il giardino interno della sede RAI in viale Mazzini
- 1970 Giardini Fondazione Agnelli a Torino
- 1970-71 Progetto per il giardino Bagh-e Babur a Kabul (incarico per conto dell'IsMEO)[4].

## Pubblicazioni
- Maria Teresa Shephard Parpagliolo, Kābul: the Bāgh-i Bābur : a project and a research into the possibilities of a complete reconstruction, Rome, IsMEO, 1972.

Collabora con numerosi articoli in riviste quali:
- Domus
- Il giardino fiorito
- Civiltà
- Landscape and Garden
- Journal of the Institute of Landscape Architects